# Caryanda modesta
Espèce
Synonymes
- Caryanda elegans (Bolívar, 1911)
- Caryanda major (Bolívar, 1908)
- Caryanda viridis (Bolívar, 1908)
- Dibastica modesta Giglio-Tos, 1907

Caryanda modesta est une espèce d'insectes orthoptères, de la famille des Acrididae, de la sous-famille des Oxyinae et de la tribu des Oxyini.
Elle est trouvée dans le bassin du Congo.